# Афанасьев, Николай (самбист)
Николай Афанасьев — украинский самбист, чемпион (1992), серебряный (1993) и бронзовый (1994) призёр чемпионатов Европы, чемпион (1993), серебряный (1992, 1995) и бронзовый (1996, 1997) призёр чемпионатов мира, серебряный призёр розыгрыша Кубка мира 1992 года. Выступал в полулёгкой весовой категории (до 57 кг).